# المناطق العسكرية (اليمن)

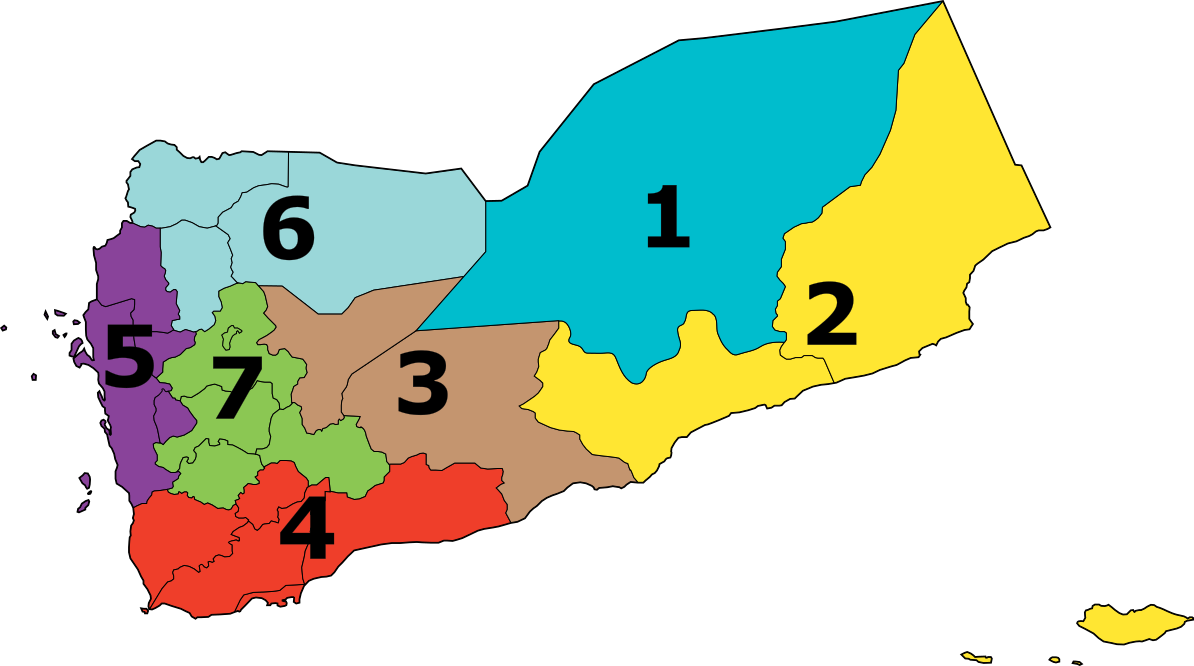
تقسيمات مسرح المناطق العسكرية اليمنية للجيش اليمني

المناطق العسكرية في اليمن هي 7 مناطق يتوزع فيها الجيش اليمني، كل منطقة عسكرية تشترك بوحدات وتشكيلات عسكرية مشتركة إضافة إلى الأكاديميات والمنشئات العسكرية المحلية.
تتمثل مسرح العمليات العسكرية في سبع مناطق عسكرية  بـ 75 لواء عسكري (منها 13 لواء عسكري في احتياط الدفاع والاحتياط الاستراتيجي )، وتتكون القوات والوحدات القتالية للمناطق العسكرية من 11 محور عمليات، 9 ألوية مشاة ميكا، 11 لواء مدرع، لوائين حرس حدود، 23 لواء مشاة، لوائين مشاة بحري، 3 قواعد بحرية، 6 ألوية دفاع جوي، 5 قواعد جوية، لوائين مشاة جبلي، 3 ألوية طيران، لواء مدفعية، لوائين (مدفع/صاروخ).

## حدود المناطق وتفاصيلها
| م | المنطقة                  | الانتشار                             | مقر القيادة | القوة         |
| - | ------------------------ | ------------------------------------ | ----------- | ------------- |
| 1 | المنطقة العسكرية الأولى  | شمال محافظة حضرموت                   | سيئون       | 7 قوة قتالية  |
| 2 | المنطقة العسكرية الثانية | جنوب محافظة حضرموت وفي المهرة وسقطرى | المكلا      | 9 قوات قتالية |
| 3 | المنطقة العسكرية الثالثة | محافظتي مأرب وشبوة                   | مأرب        | 12 قوة قتالية |
| 4 | المنطقة العسكرية الرابعة | محافظات عدن ولحج والضالع وأبين وتعز  | عدن         | 24 قوة قتالية |
| 5 | المنطقة العسكرية الخامسة | محافظتي الحديدة وحجة                 | الحديدة     | 11 قوة قتالية |
| 6 | المنطقة العسكرية السادسة | محافظات عمران وصعدة والجوف           | عمران       | 16 قوة قتالية |
| 7 | المنطقة العسكرية السابعة | محافظات ذمار والبيضاء وصنعاء وإب     | ذمار        | 9 قوات قتالية |